# Ma.Bra. E.P. Volume 2
Ma.Bra. E.P. Volume 2 è un singolo dell'anno 2007 del dj italiano Maurizio Braccagni in arte Ma.Bra.

## Tracce
1. Where We Are 5:00
2. The Riddle 5:33
3. Happy Style 5:32
4. Action (vs. Klubnoize) 5:14